# Abraham-Louis-Rodolphe Ducros
Pour les articles homonymes, voir Ducros.
Abraham-Louis-Rodolphe Ducros, né le 21 juillet 1748 à Moudon et mort le 18 février 1810 à Lausanne, est un peintre, aquarelliste et graveur suisse, protagoniste du préromantisme.

## Biographie

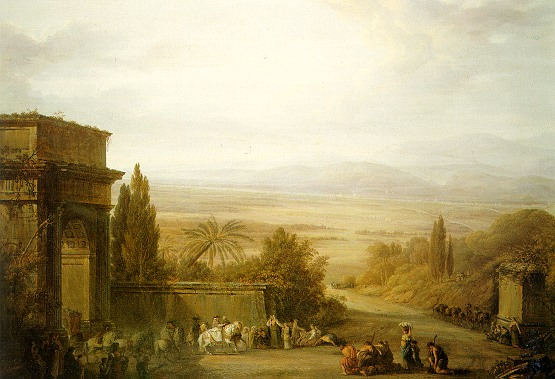
Pie VI aux Marais Pontins (1786), huile sur toile,. Rome, Palazzo Braschi.

Abraham-Louis-Rodolphe est le fils d'un maître d'écriture et de dessin au collège d’Yverdon. Il se rend à Genève en 1769, pour y suivre les cours de Nicolas Henri Joseph de Fassin. Il part ensuite pour l'Italie et s'installe à Rome à la fin de 1776. En mars 1778, il est engagé par deux gentilshommes hollandais pour les accompagner dans un voyage de quatre mois au royaume des Deux-Siciles et à Malte dont il ramène près de trois cents aquarelles (conservées au cabinet des estampes du Rijksmuseum d'Amsterdam).

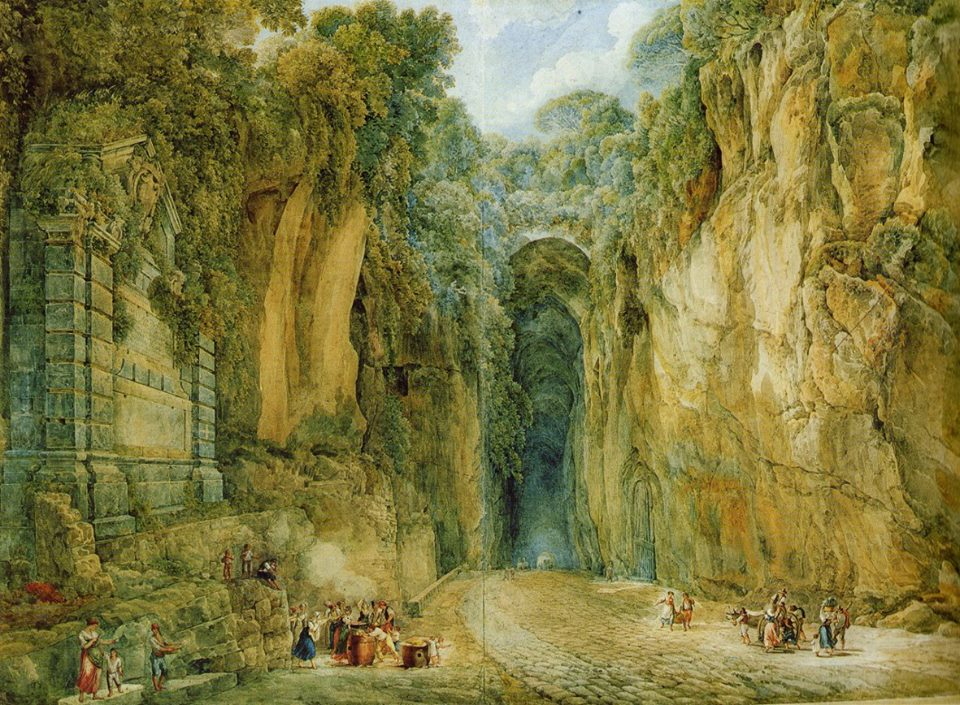
La grotte du Pausilippe, plume et encre brune, aquarelle sur papiers collés

Il reste à Rome de 1777 à 1793 comme peintre de paysages. Avec le graveur Giovanni Volpato, il publie en 1780 vingt-quatre estampes (eaux-fortes au trait aquarellées) représentant des vues de Rome et de ses environs, puis en 1788 une suite de quatorze vues des nouvelles salles du musée Pio-Clementino. En 1782, il reçoit une commande de Paul Alexandrovitch de Russie pour deux tableaux et, en 1783, une commande du pape Pie VI (Pie VI aux Marais Pontins). Gustave III de Suède lui achète plusieurs œuvres en 1784. Ses principaux clients et commanditaires sont cependant les Anglais effectuant leur Grand Tour (sir Richard Colt Hoare, Milord Hervey comte de Bristol, lord Breadalbane, etc.).
Les troubles dus à la Révolution française conduisent à l'expulsion des États pontificaux de beaucoup de Français. Ducros, considéré comme jacobin, en est expulsé en 1793 ; il s’installe alors dans les Abruzzes puis à Naples jusqu’en 1799 où il réalise de nombreuses vues de la Campanie et de l'Etna. Il vend des œuvres à William Hamilton, qu'il connaît depuis 1778 et des marines à Lord Acton. Ducros se rend à nouveau à Malte en 1800 et y réalise des vues de La Valette pour le général Thomas Graham qui vient de conquérir l’île.
Ducros revient en Suisse en été 1807, tout d'abord à Nyon, puis à Lausanne. À Genève, il est nommé membre honoraire de la Société des arts en 1807. À Berne, il est nommé professeur de peinture à l’Académie en 1809, mais il ne pourra honorer cette charge car il meurt à Lausanne le 18 février 1810, avant d'avoir pu exercer son magister.
Les paysages de Ducros sont conservés pour la plupart dans des châteaux anglais (Stourhead, Dunham Massey) et au musée cantonal des beaux-arts de Lausanne, qui possède son fonds d'atelier.